# Leonardo III Tocco
Leonardo III Tocco, född 1436, död 1530, var despot av despotatet Epirus 1448–1479.